# Aloinopsis spathulata
Aloinopsis spathulata är en isörtsväxtart som först beskrevs av Carl Peter Thunberg, och fick sitt nu gällande namn av L. Bol. Aloinopsis spathulata ingår i släktet Aloinopsis och familjen isörtsväxter. Inga underarter finns listade i Catalogue of Life.

## Bildgalleri

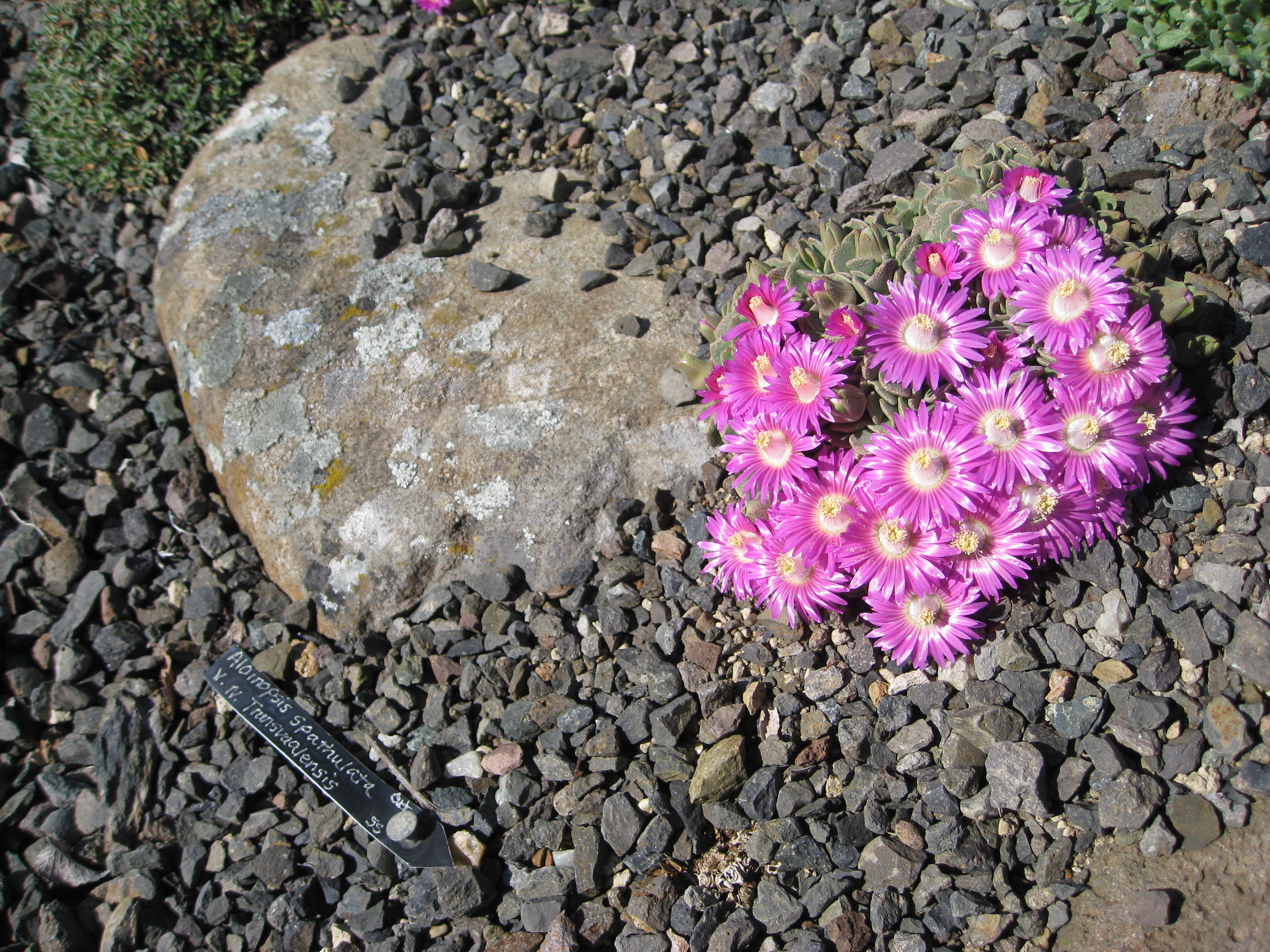
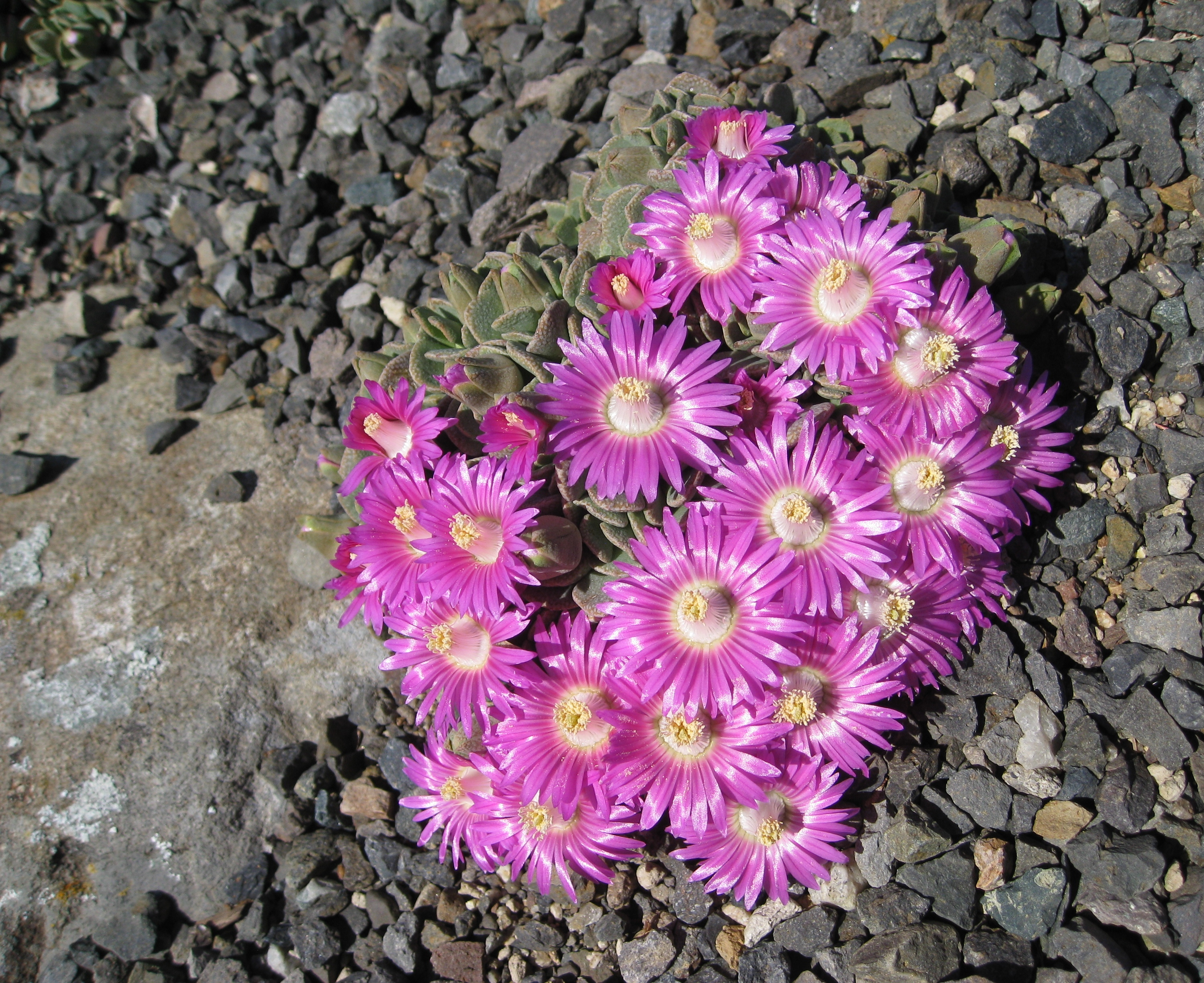